# Giacomo Zanellato
Coronel Giacomo Zanellato (16 de abril de 1786 - 27 de setembro de 1879) foi um militar italiano .
Filho de agricultores nascido em Monselice, província de Pádua, Vêneto, lutou junto ao exército de Napoleão Bonaparte em diversas batalhas na Campanha Russa, como nas cidades de Wagram, Smolensko, Borodino e Mosca, além de ter lutado contra o Império Austríaco.
Giacomo Zanellato também exerceu um papel importante na defesa das cidades de Veneza e Vicenza no chamado Risorgimento Veneto e morreu aos 94 anos e está sepultado em Vicenza.